# Amministratore della NASA
L'amministratore della National Aeronautics and Space Administration è il funzionario di più alto rango della NASA, l'agenzia spaziale nazionale degli Stati Uniti. L'amministratore è il principale decisore della NASA, responsabile di fornire chiarezza sulla visione dell'agenzia e colui che ricopre il ruolo di leadership all'interno della NASA. Il titolare della carica ha anche un posto importante all'interno della politica spaziale degli Stati Uniti, ed è assistito da un vice amministratore.
L'amministratore è nominato dal Presidente degli Stati Uniti d'America, con il consiglio e il consenso del Senato degli Stati Uniti.

## Compiti e responsabilità
L'amministratore funge da amministratore delegato della NASA, responsabile nei confronti del Presidente per la leadership necessaria al fine di raggiungere gli obiettivi dell'agenzia.

## Storia
Il primo amministratore della NASA è stato Keith Glennan; durante il suo mandato ha riunito i diversi progetti di ricerca sullo sviluppo spaziale negli Stati Uniti.
Daniel Goldin ha ricoperto l'incarico per il periodo più lungo (quasi 10 anni), ed è meglio conosciuto per aver aperto la strada all'approccio "più veloce, migliore, più economico" ai programmi spaziali.
L'unica persona ad aver ricoperto l'incarico due volte è stato James Fletcher, che è tornato alla NASA dopo il disastro dello Space Shuttle Challenger.

## Lista degli amministratori
Legenda:
     Indica un amministratore NASA ad interim
| #  | Ritratto            | Nome                | Inizio            | Fine              | Durata (giorni)    | Presidente | Presidente        |
| -- | ------------------- | ------------------- | ----------------- | ----------------- | ------------------ | ---------- | ----------------- |
| 1  | T. Keith Glennan    | Keith Glennan       | 19 agosto 1958    | 20 gennaio 1961   | 885                |            | Dwight Eisenhower |
|    | Hugh Dryden         | Hugh Dryden         | 11 gennaio 1961   | 14 febbraio 1961  | 24                 |            | John Kennedy      |
| 2  | James Webb          | James Webb          | 14 febbraio 1961  | 7 ottobre 1968    | 1035               |            | John Kennedy      |
| 2  | James Webb          | James Webb          | 14 febbraio 1961  | 7 ottobre 1968    | 1781 (2816 totale) |            | Lyndon Johnson    |
| 3  | Thomas Paine        | Thomas Paine        | 8 ottobre 1968    | 21 marzo 1969     | 104                |            | Lyndon Johnson    |
| 3  | Thomas Paine        | Thomas Paine        | 8 ottobre 1968    | 21 marzo 1969     | 60                 |            | Richard Nixon     |
| 3  | Thomas Paine        | Thomas Paine        | 21 marzo 1969     | 15 settembre 1970 | 543 (707 totale)   |            | Richard Nixon     |
| -  | George Low          | George Low          | 16 settembre 1970 | 26 aprile 1971    | 222                |            | Richard Nixon     |
| 4  | James Fletcher      | James Fletcher      | 27 aprile 1971    | 1º maggio 1977    | 1200               |            | Richard Nixon     |
| 4  | James Fletcher      | James Fletcher      | 27 aprile 1971    | 1º maggio 1977    | 895                |            | Gerald Ford       |
| 4  | James Fletcher      | James Fletcher      | 27 aprile 1971    | 1º maggio 1977    | 101 (3258 totale)  |            | Jimmy Carter      |
| -  | Alan Lovelace       | Alan Lovelace       | 2 maggio 1977     | 20 giugno 1977    | 49                 |            | Jimmy Carter      |
| 5  | Robert Frosch       | Robert Frosch       | 21 giugno 1977    | 20 gennaio 1981   | 1309               |            | Jimmy Carter      |
| -  | Alan Lovelace       | Alan Lovelace       | 21 gennaio 1981   | 10 luglio 1981    | 171 (220 totale)   |            | Ronald Reagan     |
| 6  | James Beggs         | James Beggs         | 10 luglio 1981    | 4 dicembre 1985   | 1608               |            | Ronald Reagan     |
| -  | William Graham      | William Graham      | 4 dicembre 1985   | 11 maggio 1986    | 158                |            | Ronald Reagan     |
| 7  | James Fletcher      | James Fletcher      | 12 maggio 1986    | 8 aprile 1989     | 984                |            | Ronald Reagan     |
| 7  | James Fletcher      | James Fletcher      | 12 maggio 1986    | 8 aprile 1989     | 78 (3258 totale)   |            | George H. W. Bush |
| -  | Dale Myers          | Dale Myers          | 8 aprile 1989     | 13 maggio 1989    | 35                 |            | George H. W. Bush |
| 8  | Richard Truly       | Richard Truly       | 14 maggio 1989    | 30 giugno 1989    | 47                 |            | George H. W. Bush |
| 8  | Richard Truly       | Richard Truly       | 1º luglio 1989    | 31 marzo 1992     | 1004 (1052 totale) |            | George H. W. Bush |
| 9  | Daniel Goldin       | Daniel Goldin       | 1º aprile 1992    | 17 novembre 2001  | 294                |            | George H. W. Bush |
| 9  | Daniel Goldin       | Daniel Goldin       | 1º aprile 1992    | 17 novembre 2001  | 2922               |            | Bill Clinton      |
| 9  | Daniel Goldin       | Daniel Goldin       | 1º aprile 1992    | 17 novembre 2001  | 301 (3517 totale)  |            | George W. Bush    |
| -  | Daniel Mulville     | Daniel Mulville     | 19 novembre 2001  | 21 dicembre 2001  | 32                 |            | George W. Bush    |
| 10 | Sean O'Keefe        | Sean O'Keefe        | 21 dicembre 2001  | 11 febbraio 2005  | 1148               |            | George W. Bush    |
| -  | Frederick Gregory   | Frederick Gregory   | 11 febbraio 2005  | 14 aprile 2005    | 62                 |            | George W. Bush    |
| 11 | Michael Griffin     | Michael Griffin     | 14 aprile 2005    | 20 gennaio 2009   | 1377               |            | George W. Bush    |
| -  | Christopher Scolese | Christopher Scolese | 20 gennaio 2009   | 17 luglio 2009    | 178                |            | Barack Obama      |
| 12 | Charles Bolden      | Charles Bolden      | 17 luglio 2009    | 20 gennaio 2017   | 2744               |            | Barack Obama      |
| -  | Robert Lightfoot    | Robert Lightfoot    | 20 gennaio 2017   | 23 aprile 2018    | 458                |            | Donald Trump      |
| 13 | Jim Bridenstine     | Jim Bridenstine     | 23 aprile 2018    | 20 gennaio 2021   | 1003               |            | Donald Trump      |
| -  | Steve Jurczyk       | Steve Jurczyk       | 20 gennaio 2021   | 3 maggio 2021     | 103                |            | Joe Biden         |
| 14 | Bill Nelson         | Bill Nelson         | 3 maggio 2021     | 20 gennaio 2025   | 1358               |            | Joe Biden         |
| -  | Janet Petro         | Janet Petro         | 20 gennaio 2025   | 9 luglio 2025     | 170                |            | Donald Trump      |
| -  | Sean Duffy          | Sean Duffy          | 9 luglio 2025     | in carica         |                    |            | Donald Trump      |

## Linea di successione
La linea di successione per l'amministratore della National Aeronautics and Space Administration è la seguente:
1. Vice amministratore della NASA
2. Amministratore associato della NASA
– Vice amministratore associato della NASA (se presente)
3. Capo dello staff dell'amministratore della NASA
4. Direttore del Johnson Space Center (Houston, Texas)
5. Direttore del Kennedy Space Center (Merritt Island, Florida)
6. Direttore del Marshall Space Flight Center (Redstone Arsenal, Alabama)

Nel caso in cui non ci sia un vice amministratore della NASA e l'amministratore associato ricopre il ruolo da amministratore ad interim, allora il vice amministratore associato assume il ruolo di vice amministratore ad interim.